# فیل بردسن
فیل بردسن (انگلیسی: Phil Bredesen؛ زادهٔ ۲۱ نوامبر ۱۹۴۳) یک سیاست‌مدار اهل ایالات متحده آمریکا است.
بردسن چهل و هشتمین فرماندار ایالت تنسی بود که در تاریخ ۱۸ ژانویه ۲۰۰۳ میلادی به عنوان فرماندار انتخاب شد و تا ۱۵ ژانویه ۲۰۱۱ در این سمت باقی خواهد ماند.